# Markus Kreitmayr
Markus Thomas Kreitmayr (* 24. März 1968 in Augsburg) ist ein Brigadegeneral des Heeres der Bundeswehr und seit September 2021 Abteilungsleiter Ausbildung Streitkräfte im Streitkräfteamt.

## Militärische Laufbahn

### Ausbildung und erste Verwendungen
Beförderungen
- 1990 Leutnant
- 1993 Oberleutnant
- 1996 Hauptmann
- 2001 Major
- 2004 Oberstleutnant
- 2013 Oberst
- 2018 Brigadegeneral

Kreitmayr trat 1987 beim Panzergrenadierbataillon 113 in der Nordgaukaserne in Cham in die Bundeswehr als Offizieranwärter ein. Nach Abschluss der Ausbildung zum Offizier der Panzergrenadiertruppe wurde er zum 1. Juli 1990 zum Leutnant ernannt. Im Rahmen der Offizierausbildung wurde er als Zugführer in der 2. Kompanie des Panzergrenadierbataillons 112 in der Bayerwald-Kaserne in Regen eingesetzt, bevor er zum 1. Oktober 1990 an die Universität der Bundeswehr München in Neubiberg versetzt wurde. Er nahm das Studium der Luft- und Raumfahrttechnik auf, das er als Diplom-Ingenieur (univ.) 1994 abschloss. Im Anschluss wurde er erneut als Zugführer beim Panzergrenadierbataillon 112 eingesetzt, diesmal jedoch in der 4. Kompanie. 1995 wurde Kreitmayr zum II. Deutsch-Amerikanischen Korps in der Wilhelmsburg-Kaserne in Ulm versetzt, wo er als S3-Offizier diente. Im Anschluss führte ihn sein Weg erneut zum Panzergrenadierbataillons 112, wo er 1996 bis 1999 Einheitsführer der 2. Kompanie war. Anschließend war er von 1999 bis 2000 als Ausbildungsgruppenleiter am Regionalen Übungszentrum Infanterie in Hammelburg eingesetzt, bevor er von 2000 bis 2002 am 43. Generalstabslehrgang des Heeres (LGAN 2000) an der Führungsakademie der Bundeswehr in Hamburg teilnahm.

### Dienst als Stabsoffizier
Nach Abschluss des Generalstabslehrganges wurde Kreitmayr zur 14. Panzergrenadierdivision in Neubrandenburg versetzt und dort bis 2004 als G2 eingesetzt war. Anschließend war er ein Jahr als Lehrgangsteilnehmer des Advanced Command and Staff Course am Joint Services Command and Staff College (JSCSC) in Watchfield (Vereinigtes Königreich). Zurück in Deutschland folgte 2005 bis 2006 eine Verwendung als Referent Fü S III 1 (Militärpolitische Grundlagen; Bilaterale Beziehungen) im Führungsstab der Streitkräfte des Bundesministerium der Verteidigung in Berlin. 2007 bis 2009 diente er als Chef des Stabes beim Kommando Spezialkräfte in Calw, bevor er 2009 erneut zum Panzergrenadierbataillon 112 ins bayerische Regen versetzt wurde und dort bis 2011 Kommandeur war. Anschließend wurde Kreitmayr Adjutant des Inspekteurs des Heeres im Führungsstab des Heeres in Berlin.
Im Jahr 2013 wurde er zunächst im Kommando Heer in Bonn bzw. Strausberg eingesetzt, bevor er im selben Jahr als Faculty Member zum United States Army War College, Carlisle (USA) versetzt wurde. Er nahm dabei am Distance Education Program teil, den er mit dem Master of Strategic Studies (M.S.S.) abschloss. 2015 bis 2016 schloss sich die Verwendung als Chef des Stabes der Division Schnelle Kräfte in Stadtallendorf an. 2016 wurde Kreitmayr wieder nach Berlin versetzt, wo er bis 2018 als Referatsleiter Managemententwicklung im Bundesministerium der Verteidigung diente.

### Dienst als General
Am 26. Juni 2018 übernahm Kreitmayr die Dienstgeschäfte als Kommandeur des Kommandos Spezialkräfte (KSK) in Calw sowie das Amt General Spezialkräfte von Brigadegeneral Alexander Sollfrank. Er wurde im Dezember 2018 zum Brigadegeneral ernannt. Im Zuge verschiedener Kontroversen um das KSK und seine Person kündigte die damalige Bundesministerin der Verteidigung, Annegret Kramp-Karrenbauer, am 15. Juni 2021 strukturelle Veränderungen und die turnusgemäße Versetzung Kreitmayrs an. Im September 2021 wurde er Abteilungsleiter Ausbildung Streitkräfte im Streitkräfteamt in Bonn als Nachfolger von Georg Klein. Am 30. September 2021 übergab er das Kommando über das KSK an Brigadegeneral Ansgar Meyer.

### Kontroversen während der Dienstzeit als Kommandeur des Kommando Spezialkräfte

#### Amnestie bei Rückgabe entwendeter Munition
Bei der Aufklärung rechtsextremer Vorfälle innerhalb des KSK, in deren Zusammenhang auch verschwundene Munition gesucht wurde, schuf Kreitmayr für Angehörige des Kommandos von Anfang 2020 bis Ende April 2020 die Möglichkeit, unrechtmäßig oder sorglos angeeignete Munition anonym und damit straffrei zurückzugeben. In einem Schreiben an den Verband bezeichnete die KSK-Führung dies als „Amnestie“. Diverse Medien hielten dieses (in angloamerikanischen Verbänden nicht unübliche) Verfahren für unrechtmäßig, Kreitmayr sei dazu nicht befugt. Bei der anonymen Rückgabe kamen mehrere tausend Schuss zusammen und insgesamt mehr Munition, als das KSK vermisst hatte. Auch Handgranaten sollen abgegeben worden sein. Zumindest gegen einzelne Soldaten hätte ein Strafverfahren eingeleitet werden müssen, was laut Angaben der tagesschau unterblieben ist. Nach Ansicht des Staatsrechtlers Ulrich Battis könne sich Kreitmayr der Strafvereitelung im Amt (§ 258 StGB) schuldig gemacht haben. Laut einem Bericht des Spiegel wussten jedoch auch das Kommando Heer sowie Teile des BMVg über das Vorgehen Bescheid. Im Strafprozess gegen den Stabsfeldwebel Philipp Sch., vormals 2. Kompanie des KSK, führte der Richter im Hinblick auf den KSK-Kommandeur aus: „Was hätte er denn erreicht, wenn er die Rückgabe der Munition mit einer Strafandrohung verbunden hätte? Nichts hätte er erreicht, weil kaum jemand etwas abgegeben hätte.“
Der Bundeswehrverband gab Anfang März 2021 zu Kreitmayr eine ausführliche Stellungnahme ab, die sich kritisch mit den Ermittlungen gegen ihn auseinandersetzt. Das Ministerium habe vermutlich frühzeitig von der „Amnestie“ gewusst und Kreitmayr sei sonst ein „untadeliger“ Offizier. Verteidigungsministerin Kramp-Karrenbauer teilte am 21. März 2021 mit, dass sie disziplinare Vorermittlungen gegen Kreitmayr eingeleitet habe, die aus Neutralitätsgründen von Wehrdisziplinaranwälten des Kommandos Sanitätsdienst der Bundeswehr durchgeführt würden. Kreitmayr bleibe bis zum Abschluss der Untersuchung auf seinem Kommandeursposten. Anfang Mai 2021 beschlagnahmten Feldjäger die dienstlichen Kommunikationsgeräte des Kommandeurs. Sie setzten damit ein Amtshilfeersuchen der Staatsanwaltschaft Tübingen um.
Die Fachzeitschrift Europäische Sicherheit & Technik berichtete Anfang Mai 2021, dass Kreitmayr im Herbst 2021 im Rahmen eines größeren Revirements nach drei Jahren als Kommandeur des Kommando Spezialkräfte innerhalb der Bundeswehr querversetzt werden soll, wie es auch üblich sei.
Am 4. Februar 2022 teilte die Staatsanwaltschaft Tübingen mit, dass wegen der damaligen Amnestie bei Rückgabe entwendeter Munition eine Anklage wegen unterlassener Mitwirkung bei Strafverfahren (Paragraf 40 Wehrstrafgesetz) gegen Kreitmayr erhoben werde.
Der Reutlinger General-Anzeiger berichtete am 1. Februar 2024, dass die öffentliche Hauptverhandlung in der Strafsache gegen den früheren KSK-Kommandeur, Brigadegeneral Markus Kreitmayr, ab Freitag, 2. Februar 2024, 9.00 Uhr vor dem Tübinger Landgericht geführt werde; zunächst seien vier Verhandlungstage angesetzt. Die Staatsanwaltschaft Tübingen wirft dem 55-Jährigen unterlassene Mitwirkung bei Strafverfahren vor, strafbar nach § 40 Wehrstrafgesetz. Kreitmayr wurde anwaltlich von den Rechtsanwälten Christian Mensching und Bernd Müssig aus der Bonner Rechtsanwaltskanzlei Redeker Sellner Dahs vertreten. Das Verfahren wurde am 19. Februar 2024 gegen eine Geldauflage in Höhe von 8.000 Euro für einen gemeinnützigen Zweck eingestellt.

#### Aufforderung zur Meldung verdächtiger Tattoos durch Sanitätsoffiziere
Im Zuge der Rückgabeaktion entwendeter Munition beim KSK soll Kreitmayr Bundeswehrärzte angewiesen haben, Tätowierungen mit möglichem rechtsradikalen Hintergrund von KSK-Soldaten zu melden. Am 6. August 2021 wurde bekannt, dass die Staatsanwaltschaft Tübingen auch wegen der Verleitung zu einer rechtswidrigen Tat und Verrats von Privatgeheimnissen gegen Kreitmayr ermittelte. Der Verdacht erhärtete sich nicht, die Ermittlungen wurden eingestellt wurden.

#### Trunkenheitsfahrt
Kurz nach Übergabe des Kommandos über das Kommando Spezialkräfte wurde bekannt, dass bei Kreitmayr im Rahmen einer Verkehrskontrolle in Bayern ein Blutalkoholkonzentration von 1,8 ‰ festgestellt worden sein soll. Damit läge eine absolute Fahruntüchtigkeit vor, was zudem eine Straftat gemäß § 316 StGB wäre.

### Auslandseinsätze
- 1997  SFOR Kompaniechef der 2. Kompanie des Gepanzerten Einsatzverbandes, Bosnien-Herzegowina
- 2003/2004 KFOR Deputy J2/Chief All Sources Intelligence Center, Multinational Brigade Southwest, Kosovo
- 2009 ISAF Kommandeur Einsatzverband Spezialkräfte (TF47), Afghanistan
- 2010/2011 ISAF Chief Forward Planning Cell, Regional Command North, Afghanistan

### Auszeichnungen
- 1997 Einsatzmedaille SFOR
- 1997 NATO-Medaille SFOR – Former Yugoslavia
- 2003 Einsatzmedaille KFOR
- 2003 NATO-Medaille KFOR – Non-Article 5
- 2009 Einsatzmedaillen ISAF in Bronze
- 2009 NATO-Medaille ISAF
- 2011 Einsatzmedaillen ISAF Silber
- 2011 Ehrenkreuz der Bundeswehr in Gold
- 2015 Meritorious Service Medal, USA

## Privates
Kreitmayr ist verheiratet und hat fünf Kinder.